# Обычай
Обычай — унаследованный стереотипный способ поведения, который воспроизводится в определённом обществе или социальной группе и является привычным для их членов.
Обычай является проявлением неукоснительного соблюдения устоявшейся в прошлом модели поведения, в силу чего они носят нерефлексивный характер, не нуждаются в рациональном логическом обосновании и воспринимаются как нечто «само собой разумеющееся». Обычай выражает лишь неуклонное и точное следование воспринятым из прошлого образцам культуры, в отличие от более общего понятия традиция. Традиции охватывают гораздо больший круг явлений, присущих всем сферам социальной жизни и всем культурам.

## Эволюция значения термина
Изначально слово «обычный» («обыкновенный») не являлось синонимом определениям «простой», «рядовой», а было равнозначно понятию «традиционный», которое в настоящее время его почти подменило.
Слово «обычай» часто отождествляется со словом «обряд». Обряд — только разновидность обычая, символ определённых социальных отношений, в то время как обычай может быть и средством практического преобразования и использования различных объектов. В. Пропп писал по этому поводу: «Обряд и обычай — не то же самое. Так, если людей хоронят через сожжение, то это обычай, а не обряд. Но обычай обставляется обрядами, и разделять их — методически неправильно».
Смысл и содержание понятия «обычай» в настоящее время зависят от применения. Это понятие используется для обозначения отношений в различных областях: культура, право, предпринимательство, торговля.

## Обычаи делового оборота
Обычай в сфере торговых, экономических отношений — общепризнанное правило, сложившееся в сфере торгово-экономических отношений на основании длительного, систематического и единообразного регулирования конкретных фактических отношений. Обычаи являются источником права, хотя не зафиксированы в качестве закона. Они, как правило, публикуются в справочной и иной специальной литературе.